# Flavio Oyarzún
Flavio Arquímedes Oyarzún Soto (Santiago, 8 de septiembre de 1947-detenido desaparecido, 2 de octubre de 1974) fue un vendedor chileno, militante del MIR y detenido desaparecido durante la dictadura militar. Al momento de su detención, tenía 23 años, estaba casado con Cecilia Bojaníc también detenida desaparecida, ambos tenían un hijo.

## Desaparición
El matrimonio formado por Cecilia Bojanic Abad, 23 años quién estaba embarazada de cuatro meses y Flavio Oyarzún Soto, 27 años, ambos militantes del MIR, fue detenido el 2 de octubre de 1974, por agentes de la Dirección de Inteligencia Nacional (DINA). Fueron recluidos en el recinto de detención y tortura ubicado en calle José Domingo Cañas, Ñuñoa, luego a Cuatro Álamos, desde donde ambos desaparecieron. Ex presos políticos en la casa de José Domingo Cañas como en Cuatro Álamos, vieron a la pareja detenida en esos recintos.
Para Flavio Oyarzún no era la primera vez que la dictadura lo detenía, había sido detenido luego del Golpe Militar. El 12 de septiembre de 1973, fue detenido y recluido en el Estadio Nacional, Estadio Chile y Penitenciaría de Santiago. Sometido a un  proceso por el Fiscal Militar Ad hoc, Horacio Ried, por infracción a la Ley de Control de Armas. Había salido en libertad bajo fianza en marzo de 1974 y debía presentarse a firmar todos los días sábados.

## Proceso judicial en dictadura
El 14 de octubre de 1974 se interpuso un recurso de amparo por Cecilia Bojanic y Flavio Oyarzún ante la Corte de Apelaciones de Santiago, rol 1239 74. En la presentación, junto con relatar las circunstancias de la detención del matrimonio, se hizo notar el estado de embarazo de Cecilia. El recurso fue rechazado por la Corte, el 21 de noviembre de 1974, en virtud de los informes negativos de las autoridades, respecto del paradero de los afectados. El 21 de agosto de 1975, se presentó un nuevo amparo en favor de ambos cónyuges, ante la Corte de Apelaciones de Santiago, rol 992 75. El 10 de julio de 1975, se presentó una denuncia por secuestro de Cecilia Bojanic y Flavio Oyarzún en el 4.º Juzgado del Crimen de San Miguel, rol 9746 -1.  Una vez recibido aquel Oficio del Ministro del Interior, el 2 de septiembre de 1977 se cerró el sumario y sobreseyó temporalmente la causa por no encontrarse justificada la existencia del delito. El 19 de octubre del mismo año, la Corte de Apelaciones aprobó la resolución consultada.

## Informe Rettig
Familiares de Flavio Oyarzún  presentaron su testimonio ante la Comisión Rettig. Comisión de Verdad que tuvo la misión de calificar casos de detenidos desaparecidos y ejecutados durante la dictadura. Sobre el caso de Cecilia Bojanic y Flavio Oyarzún, el Informe Rettig señaló que:

“El 2 de octubre de 1974 fue detenida en Santiago por agentes de civil, la militante del MIR Cecilia Miguelina BOJANIC ABAD, quien se encontraba embarazada de cuatro meses.  Los captores la condujeron, junto a su hijo menor, a casa de sus padres donde dejaron al niño y detuvieron al cónyuge de ella, Flavio Arquimides OYARZUN SOTO, también militante del MIR.
El matrimonio Oyarzún-Bajanic fue visto por testigos en el recinto de la DINA de José Domingo Cañas.  Luego fueron trasladados a Cuatro Alamos desde donde desaparecieron a mediados de octubre.
La Comisión está convencida de que la desaparición de ambos fue obra de agentes del Estado, quienes violaron así sus derechos humanos.” 

## Proceso judicial en democracia
Luego de la detención de Pinochet en Londres, se activaron los juicios de derechos humanos. El caso de Cecilia Bojaníc y Flavio Oyarzún fue investigado por el ministro en visita Juan Fuentes Belmar. El 18 de diciembre de 2006, el ministro Juan Fuentes Belmar dictó sentencia en caso de Cecilia Bojaníc y Flavio Oyarzún, en su resolución el magistrado condenó a Siete exagentes de la DINA, a penas de prisión:
- Manuel Contreras Sepúlveda: 10 años y un día de prisión, sin beneficios,
- Miguel Krassnoff: 4 años de prisión, con beneficios,
- Osvaldo Romo: 4 años de prisión, con beneficios,
- Marcelo Moren Brito: 4 años de prisión, con beneficios.
- Francisco Ferrer Lima: 4 años de prisión, con beneficios.
- Fernando Lauriani Maturana: 4 años de prisión, con beneficios.

Todos como autores del delito de secuestro calificado de Cecilia Bojaníc y Flavio Oyarzún. 
- Orlando José Manzo Durán: 4 años de prisión, con beneficios, en su calidad de cómplice de los dos secuestros calificados.

En la etapa de investigación, el magistrado logró establecer la siguiente secuencia de hechos: 

“1.º Que el día 2 de octubre de 1974, en circunstancias que Cecilia Miguelina Bojanic Abad, militante del Movimiento de Izquierda Revolucionario,  MIR, se encontraba en el inmueble que arrendaba  en calle Paraguay n° 1156, paradero 22 de Santa Rosa, comuna de La Granja,  fue detenida  por dos sujetos  vestidos de civil, y trasladada hasta otro domicilio ubicado  en Plaza Sanfuentes n° 252, de la comuna de Las Condes,  donde se encontraba su cónyuge Flavio Arquímides Oyarzún Soto, también militante del MIR,  procediendo a su detención, sin que existiera una orden emanada de autoridad legítima y competente, conduciéndolos  hasta el inmueble ubicado  en calle José Domingo Cañas, en la comuna de Ñuñoa,  donde funcionaba un centro de detención clandestino de la DINA conocido  bajo esa denominación y también con el nombre de "Ollagüe" . Posteriormente fueron trasladados al centro de detención clandestino  denominado "Cuatro Álamos", desde  donde fueron sacados a mediados de octubre de 1974, perdiéndose desde entonces todo rastro del matrimonio Oyarzún Bojanic.
2.º Que el  centro de detención ubicado en la calle José Domingo Cañas, era dirigido por un grupo de oficiales del Ejército de Chile, con quienes colaboraba un individuo  sin rango militar; todos pertenecientes a la Dirección de Inteligencia Nacional (DINA), organismo que era dirigido por  un Director Ejecutivo. En este recinto se desarrollaban, por sus integrantes, diversas actividades  dirigidas a desarticular al Movimiento de Izquierda Revolucionario, MIR, procediendo por sus agentes a la detención de personas pertenecientes a dicho movimiento, los que eran mantenidos como prisioneros en el recinto ya referido, donde además eran interrogados  bajo apremios físicos y psicológicos, con el fin de obtener información que llevara a realizar otras detenciones, dentro de los cuales estuvieron Cecilia Bojanic y Flavio Oyarzún. 
3.º Que el centro de detención clandestino "Cuatro Álamos" estaba bajo la responsabilidad de un funcionario de Gendarmería de Chile, agregado en comisión de servicio a la DINA. En dicho lugar los detenidos permanecían incomunicados con el exterior y continuaban a disposición de los agentes de la DINA  quienes podían sacarlos del lugar en cualquier momento para retornarlos una o más veces a los centros de detención y tortura con el objetivo de continuar los interrogatorios. También los prisioneros podían ser retirados por personal de la DINA desde " Cuatro Álamos" desconociéndose su  destino, situación que ocurrió con  el matrimonio Oyarzún Bojanic”.

En segunda instancia el caso fue resuelto el 12 de marzo de 2009, cuando la Corte de Apelaciones de Santiago confirmó la sentencia dictada en primera instancia por el ministro Juan Fuentes Belmar contra los exagentes de la DINA.
El caso judicial de Cecilia Bojaníc y Flavio Oyarzún concluyó el 29 de septiembre de 2009, cuando la Corte Suprema ratificó la sentencia condenatoria del magistrado Juan Fuentes Belmar. La Sala Penal de la Corte Suprema condenó a los exagentes de la DINA, Manuel Contreras Sepúlveda la pena de 10 años y un día de presión, sin beneficios. Miguel Krassnoff, Marcelo Moren Brito, Francisco Ferrer Lima y Fernando Lauriani Maturana a penas de 4 años de prisión, todos recibieron el beneficio de la libertad vigilada. Todos como autores del delito de secuestro calificado de Cecilia Bojaníc y Flavio Oyarzún. Además se condenó a Orlando José Manzo Durán en su calidad de cómplice de los dos secuestros calificados, a la pena única de tres años de presidio, con el beneficio de la libertad vigilada.